# 東光流通
株式会社東光流通（TOKO DISTRIBUTION  CO., LTD）は、かつて2006年に設立した輸出入卸販売を行う企業である。現在はロボットの部品、精密機械・医療機器・電気製品を取り扱うネットショッピングモールTOKO STOREを運営している。

企業設立当時は、オフラインを中心に運営を行っていたが、2014年(平成26年9月)にTOKO STOREネットショッピングモールをリニューアルしながら、オンラインで「名入れ」「ノベルティグッズ」の注文ができるTOKO 販促を新たにスタートさせ、現在はオンライン事業を本格化している。

2016年12月2日より破産手続きが開始された。

## 会社沿革
- 2006年01月 有限会社東光流通設立
- 2006年08月 法人向け販促プロモーション企画開始
- 2007年04月 株式会社東光流通に変更
- 2007年05月 印刷機周辺機械の輸出入販売開始
- 2007年12月 ROBOTIS教育用ロボットキット・部品販売代理店開始
- 2008年05月 DAEGIL化学販売代理店日本国内販売開始
- 2008年10月 アパレルの日本国内事業開始
- 2009年09月 資本金1000万円に変更
- 2010年02月 アパレルの日本国内事業展開
- 2011年05月 インターネットショッピングモール販売開始
- 2011年10月 Dorco日本代理店開始
- 2012年01月 Dongbu Robot日本代理店開始
- 2013年01月 日本国内ロボットメーカー商品の販売開始
- 2013年06月 日本国内医療機器の販売開始
- 2014年10月 日本国内メーカー精密機械販売開始
- 2014年11月 24expo 国際展示場・海外販売開始
- 2014年12月 名入れ(A4)平版印刷機の販売開始。ロゴ印刷機販売開始（ゴルフボール専用）